# Agostino Gallo (storico)
Agostino Gallo (Palermo, 7 febbraio 1790 – Palermo, 16 maggio 1872) è stato un biografo, storico, critico d'arte, poeta e scrittore italiano.
La sua più grande opera fu il dizionario degli artisti siciliani, divisa in diversi volumi (Musaicisti, Architetti, Incisori, Pittori parte prima, Scultori, Pittori parte seconda, Manoscritti).
Attraverso i suoi manoscritti conosciamo le biografie di centinaia di artisti come Francesco Ognibene, Francesco Zerilli, Vincenzo Riolo, Pietro Novelli, Giuseppe Patania, Giuseppe Velasco, Giuseppe Venanzio Marvuglia, Valerio Villareale.

## Biografia
Nasce a Palermo nel 1790, figlio del collezionista Salvatore Gallo. Secondo la sua autobiografia la sua famiglia era originaria di Genova.
Dopo una formazione multiforme e un periodo di servizio pubblico a Napoli, tornò a Palermo dove si dedicò alla promozione delle arti e alla raccolta di documenti storici dell'isola. Fu un fervente sostenitore della cultura siciliana, promuovendo la fondazione di un Pantheon d'illustri siciliani e contribuendo alla pubblicazione di opere storiche e letterarie. Nel 1839 introdusse in Sicilia le scuole elementari comunali secondo il nuovo metodo lancasteriano.
Agostino era anche un collezionista, infatti sono stati rinvenuti ben 152 ritratti di siciliani illustri conservati oggi presso la biblioteca comunale, mentre 105 dipinti antichi facenti parte della sua collezione sono conservati presso il museo regionale di Palermo.

## Opere
Di seguito alcuni dei suoi scritti:
- Poesie liriche (1816)
- Canto lirico per le nozze di Statella (1818)
- Elogio storico di Antonio Gagini scultore e architetto (1821)
- Elogio storico di Pietro Novelli pittore, architetto ed incisore (1821)
- Dipinture scelte del Morrealese (1821)
- Vita del cav. Vincenzo Riolo insigne pittore (1821)
- Ode in morte di Antonino Pisani letterato e filarmonico (1822)
- Dialogo dei morti (1822)
- Poesie (1822)
- Necrologia di Arcangelo Spedalieri da Bronte insigne professore di medicina (1823)
- In morte di Michelangelo Monti insigne poeta e oratore (1823)
- De' tremuoti avvenuti in Sicilia in febraro e marzo 1823 (1823)
- Regolamento e riforme dell'Accademia di scienze lettere ed arti in Palermo (1823)
- Poesie siciliane dell'abate Giovanni Meli (1826)
- Canto funebre in morte di Giuseppe Piazzi famoso astronomo (1827)
- Regolamenti della Biblioteca pubblica del comune di Palermo (1830)
- Prose (1832)
- Vita di Gaetano Fuxa letterato e traduttore (1832)
- Necrologia di Girolamo Bagnasco (1832)
- Necrologia di Michele Laudicina (1832)
- Su Nina Siciliana, prima poetessa in volgare siculo (1832)
- Sul marchese Giacinto Giuseppe Haus insigne letterato (1833)

- Canzone per Vincenzo Bellini (1833)
- Vita e opere di Antonino Gentile architetto (1835)
- Necrologia del marchese Gargallo insigne poeta (1835)
- Dizionario siciliano (1837)
- Saggio sui pittori Siciliani vissuti dal 1800 al 1842 (1842)
- Poesie di Angelo Costanzo (1843)
- Cenni su Giambattista Niccolini (1843)
- Vita di Giuseppe Velasquez egregio dipintore (1845)
- Opere letterarie e scientifiche di Domenico Scinà (1847)
- Biografia di Giuseppe Lanza principe di Trabia (1855)
- Sui bagni pubblici in Sicilia stabiliti negli antichi tempi (1855)
- Notizie sulla famiglia Gallo (1855)
- Biografia di Giovanni Meli celebre poeta (1857)
- La notte di Salomone Gessner (1861)
- Vita di Cebete filosofo greco (1861)
- Vita di Angelo Marini celebre scultore e architetto (1862)
- Biografia di Domenico Lo Faso celebre archeologo e architetto (1863)
- Lettere e giudizi di uomini illustri del XIX secolo (1865)
- Sugli scrittori moderni di Storie di Sicilia (1867)
- Sopra un famoso quadro di Raffaello Sanzio (1871)
- Biografia di Agostino Gallo (1872)
- Le belle arti in Sicilia (opera monumentale non completata, ma realizzata in parte attraverso numerosi opuscoli)
- Storia delle arti in Sicilia dall'epoca greca al secolo XIX (pubblicato postumo nel 1875)

## Opere online

### Biblioteca centrale della Regione Siciliana

#### Produzioni Editoriali Regionali
- Agostino Gallo, Manoscritti – Collezioni [della] Biblioteca centrale della Regione <Palermo>, in Carlo Pàstena (a cura di), I manoscritti di Agostino Gallo, Palermo, Regione siciliana, Assessorato dei beni culturali ambientali e della pubblica istruzione, 2000-.: 
  - 1: Notamento alfabetico di pittori, e musaicisti che hanno lavorato pure per la Sicilia ricavato in parte in rari mss. dal Mongitore nella Biblioteca del Senato in Palermo, con aggiunte di A.G. (Ms. 15.H.17.)  (PDF) Trascrizione e note di Maria Maddalena Milazzo e Giuseppina Sinagra. Presentazione di Marco Salerno. 2000. VIII, 87 p. (Sicilia/biblioteche; 48.1)
  - 2: Notizie intorno agli architetti soggiornanti in Sicilia da' tempi più antichi fino al corrente anno 1838 raccolte da A.G. (Ms.15V.H.14)  (PDF) Trascrizione e note di Angela Mazzè. 2000. LIII, 226 p. (Sicilia/biblioteche, 48.2)
  - 3: Notizie intorno agli incisori siciliani raccolte da A.G., (Ms. 15.H.16.)  (PDF) Trascrizione e note di Angela Anselmo e Maria Carmela Zimmardi. 2000. 133 p. (Sicilia/biblioteche, 48.3)
  - 3: Notizie intorno agli incisori siciliani raccolte da A.G., (Ms. 15.H.16.): Trascrizione e note di Angela Anselmo e Maria Carmela Zimmardi. 2008. 135 p. (Sicilia/biblioteche, 48.3) In testa al frontespizio: Biblioteca centrale della Regione siciliana Alberto Bombace
  - 4: Autobiografia (Ms.15.H.20.1)  (PDF) Trascrizione, saggio introduttivo e note a cura di Angela Mazzè. 2002. 175 p. (Sicilia/biblioteche, 48.4)
  - 5: Parte 1 Notizie di pittori e musaicisti che operarono in Sicilia (Ms. 15.H.18.)  (PDF) Trascrizione e note di Maria Maddalena Milazzo e Giuseppina Sinagra. 2003. 287 p. (Sicilia/biblioteche, 48.5)
  - 6: Lavoro di A.G. sopra l'arte dell'incisione delle monete in Sicilia dall'epoca araba sino alla casigliana (Ms.15.H.15., cc.1r-45v)  (PDF) Trascrizione e note di Angela Anselmo e Maria Carmela Zimmardi. 2004. 289 p. (Sicilia/biblioteche, 48.6)
  - 7: Parte 2 Notizie di pittori e mosaicisti che operarono in Sicilia (Ms. 15.H.19.)  (PDF) Saggio introduttivo, trascrizione e note di Angela Mazzè. 2005. 527 p. (Sicilia/biblioteche, 48.7)
  - 8: Notizie di artisti siciliani (Ms. XV.H.20. 1-2.)  (PDF) Trascrizione e note di Angela Mazzè, Angela Anselmo e Maria Carmela Zimmardi. Introduzione di Angela Mazzè. Presentazione di Francesco Vergara Caffarelli. 2014. XVI, 591 p. (Sicilia/biblioteche, 48.8)